# Hydur, Alur
Hydur là một làng thuộc tehsil Alur, huyện Hassan, bang Karnataka, Ấn Độ.